# کهکشان فرفره

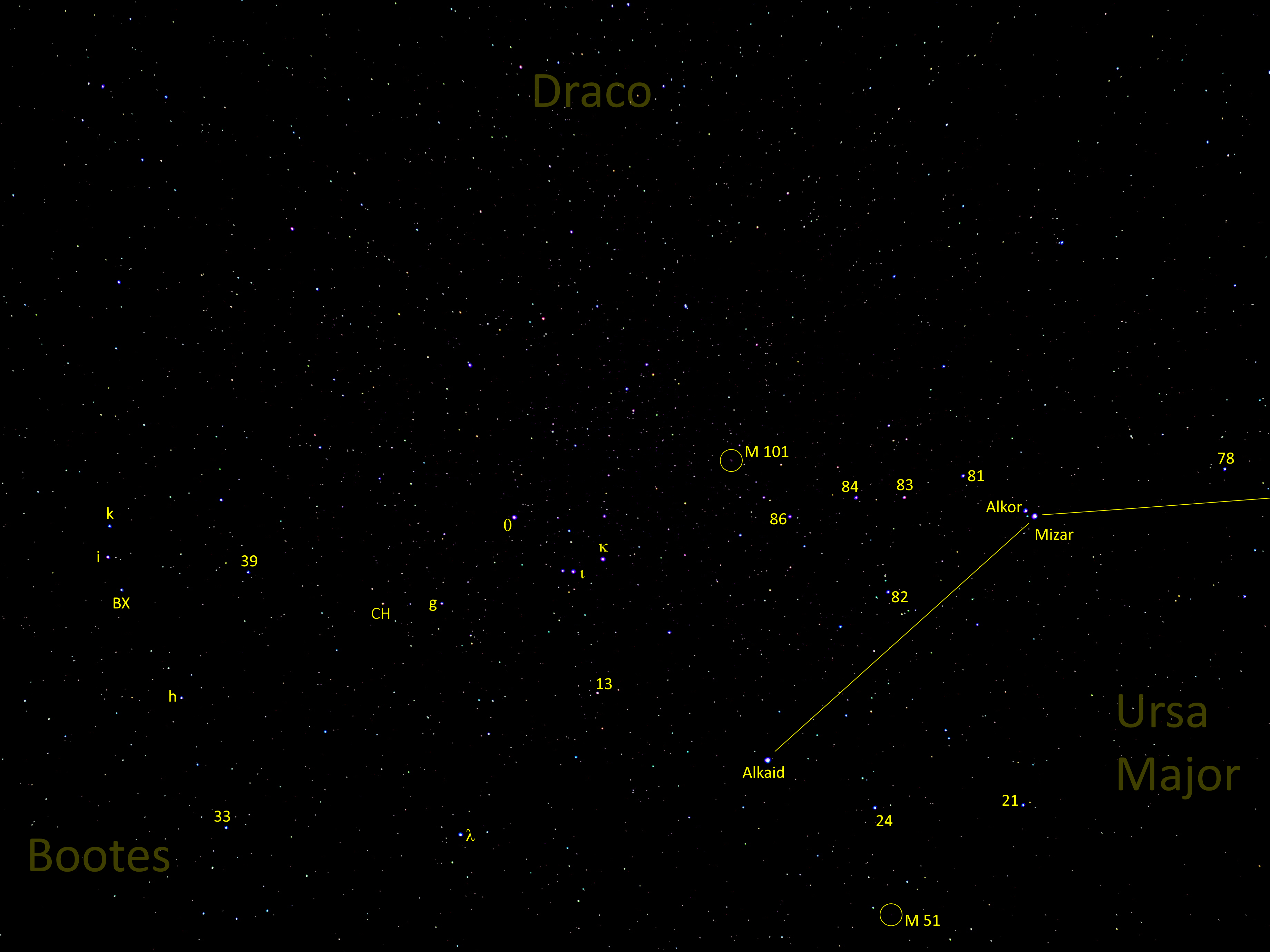
یک تصویر در آسمان شب با بعضی اجرام پیرامون کهکشان فرفره (ام۱۰۱). در یک‌چهارم پایین، سمت راست تصویر، دم خرس بزرگ به‌همراه ستاره‌های مئزر، سها و قائد قابل مشاهده است.

کهکشان فرفره (به انگلیسی: Pinwheel Galaxy)، که با نام‌های مسیه ۱۰۱ (به انگلیسی: Messier 101) ام۱۰۱ (به انگلیسی: M101) یا ان‌جی‌سی ۵۴۵۷ (به انگلیسی: NGC 5457) نیز شناخته می‌شود، یک کهکشان مارپیچی است که در فاصلهٔ ۲۱ میلیون سال نوری (۶٫۴ مگاپارسک) از زمین و در صورت فلکی خرس بزرگ قرار دارد. این کهکشان در سال ۱۷۸۱ توسط پیر مشن کشف شد و این کشف در همان سال با شارل مسیه در میان گذاشته‌شد. مسیه موقعیت این کهکشان را برای درج در فهرست اجرام مسیه به‌عنوان یکی از مدخل‌های نهایی آن تأیید کرد.
در ۲۸ فوریهٔ ۲۰۰۶، ناسا و آژانس فضایی اروپا تصویری پرجزئیات از کهکشان فرفره را منتشر کردند؛ این تصویر در آن زمان بزرگ‌ترین و پرجزئیات‌ترین تصویر از یک کهکشان بود که توسط تلسکوپ فضایی هابل به‌ثبت رسیده‌بود. این تصویر از ۵۱ آشکارسازی منحصربه‌فرد به‌همراه چند تصویر تهیه‌شده از روی زمین تشکیل شده‌است.
در ۲۴ اوت ۲۰۱۱، یک ابرنواختر نوع یکم ای با نام اس‌ان ۲۰۱۱اف‌ای در کهکشان ام۱۰۱ کشف شد.

## اکتشاف
پیر مشن، کاشف مسیه ۱۰۱، این کهکشان را به‌عنوان یک «سحابی بدون ستاره، بسیار تاریک و بسیار بزرگ با قطر ۶ تا ۷ درجه، میان سمت چپ گاوران و دم خرس بزرگ» توصیف کرده‌است. او گفته‌است که «این [کهکشان] در صورت روشن بودن ریسه‌های [چراغ‌ها] به‌سختی قابل تشخیص است».
ویلیام هرشل در سال ۱۷۸۴ اشاره کرده‌است که «... در بازتاب‌دهنده‌های ۷، ۱۰ و ۲۰ فوتی من نوعی غبار ابری نمایش داده شده‌است که می‌توانم آن را قابل حل بخوانم؛ بنابراین، همان‌طور که از تلسکوپ کنونی خودم انتظار دارم، شاید ستارگان را متشکل از آن چیزی نمایان کند که فرض می‌کنم از آن تشکیل شده‌باشند».
ویلیام بارسونز در نیمهٔ دوم سدهٔ ۱۹ میلادی، ام۱۰۱ را در تلسکوپ نیوتنی خود که از قطر ۷۲ اینچی برخوردار بود، مشاهده کرده‌است. او نخستین کسی بود که برداشت‌های گسترده‌ای از ساختار مارپیچی این کهکشان را ثبت کرد و چندین طرح دستی نیز از آن رسم نمود.
مشاهدهٔ ساختار مارپیچی ام۱۰۱ در با تجهیزات مدرن، نیازمند ابزاری نسبتاً بزرگ، آسمان بسیار تاریک و عدسی چشمی با توان کم است.

## ساختار و ترکیبات

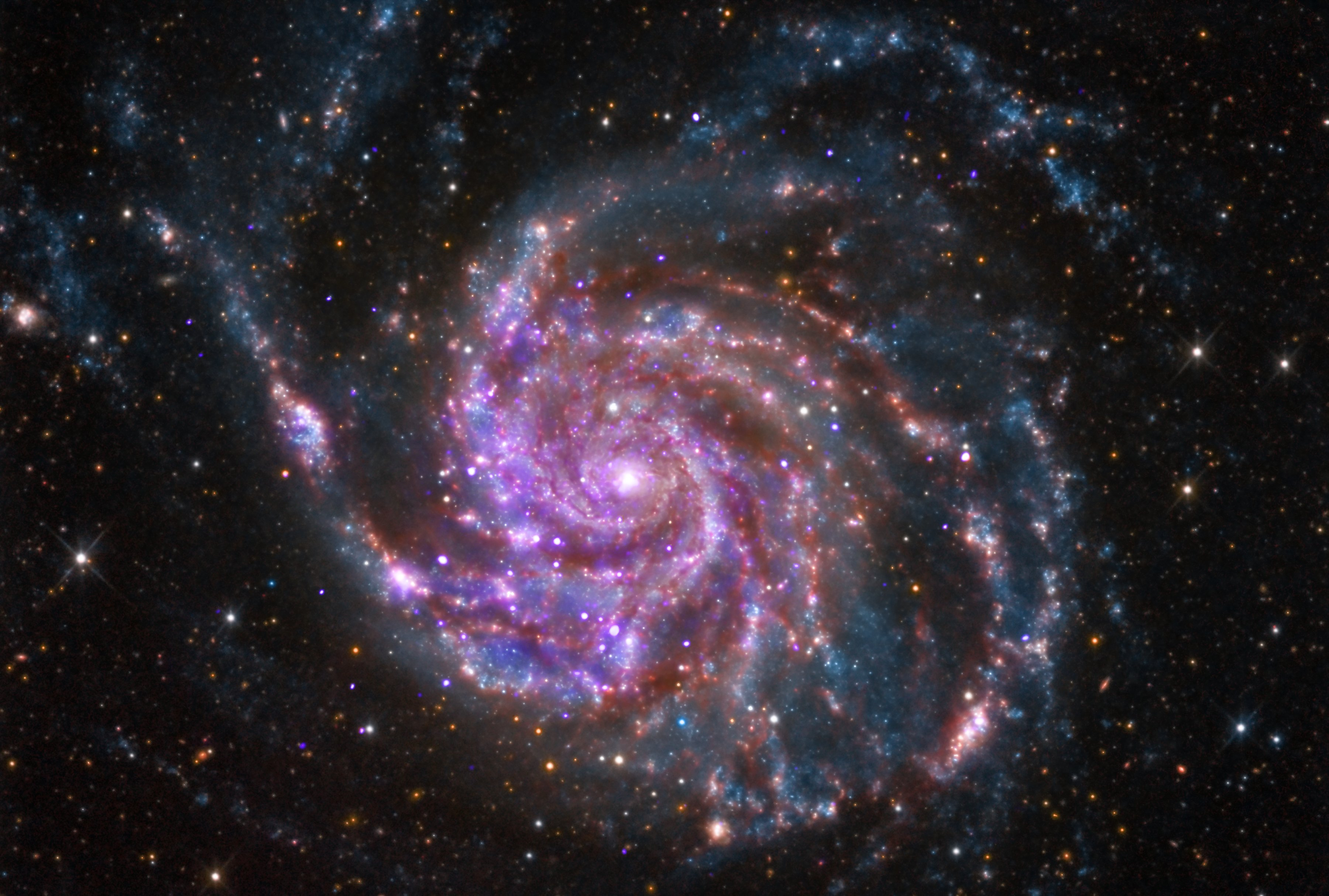
ام۱۰۱ – ترکیبی از تصاویر فروسرخ، مرئی و پرتوی ایکس

ام۱۰۱، با قطری برابر با ۱۷۰٬۰۰۰ سال نوری، کهکشانی بزرگ محسوب می‌شود. برای مقایسه، قطر کهکشان راه شیری برای با ۱۰۰٬۰۰۰ سال نوری است. ام۱۰۱ حدود یک تریلیون ستاره دارد که دو برابر تعداد ستارگان موجود در راه شیری است. جرم دیسک این کهکشان حدود ۱۰۰ میلیارد جرم خورشیدی است و دارای برآمدگی مرکزی کوچکی با جرمی در حدود ۳ میلیارد جرم خورشیدی است.
کهکشان ام۱۰۱ از جمعیتی کثیر از مناطق اچ ۲ است که بسیاری از آن‌ها بسیار بزرگ و درخشان هستند. مناطق اچ ۲ معمولاً توسط ابرهای عظیم گاز هیدروژن مولکولی با چگالی بالا، که تحت نیروی جاذبهٔ خودشان منقبض می‌شوند و محلی برای ستاره‌زایی هستند، همراهی می‌شوند. مناطق اچ ۲ به‌واسطهٔ تعداد زیادی ستاره‌های جوان داغ و بسیار درخشان یونش می‌شوند؛ آن دسته از مناطقی اچ ۲ موجود در ام۱۰۱ قادر به ایجاد اَبَرحباب‌های داغ هستند. در یک پژوهش انجام‌شده در ۱۹۹۰، تعداد ۱٬۲۶۴ منطقهٔ اچ ۲ در این کهکشان به ثبت رسید. سه مورد از این مناطق به‌اندازه‌ای برجسته بوند که یک شماره در کاتالوگ عمومی جدید—ان‌جی‌سی ۵۴۶۱، ان‌جی‌سی ۵۴۶۲ و ان‌جی‌سی ۵۴۷۱— به آن‌ها اختصاص داده‌شد.
ام۱۰۱، به‌دلیل نیروهای کشندی حاصل از تعامل با کهکشان‌های همراه خود، از شکلی نامتقارن برخوردار است. این تعاملات گرانشی که باعث فشرده‌سازی گاز هیدروژن میان‌ستاره‌ای می‌شوند، متعاقباً منجر به تحریک فعالیت ستاره‌زایی در بازوهای مارپیچی ام۱۰۱ می‌شوند که در تصاویر فرابنفش قابل تشخیص است.
در سال ۲۰۰۱، منبع پرتوی ایکس پی۹۸ که در کهکشان ام۱۰۱ قرار دارد، با استفاده از رصدخانه پرتو ایکس چاندرا به‌عنوان یک منبع پرتوی ایکس فوق درخشان شناخته شد—منبعی قدرتمندتر از هر ستارهٔ دیگر اما با قدرتی کمتر از یک کل یک کهکشان؛ برای این منبع پرتوی ایکس، نام ام۱۰۱ یوال‌ایکس-۱ انتخاب شد. در سال ۲۰۰۵، مشاهدات تلسکوپ‌های هابل و اکس‌ام‌ام-نیوتن وجود همتای نوری برای این منبع را نمایان کرد؛ این مشاهدات نشانه‌ای قوی از این بود که ام۱۰۱ یوال‌ایکس-۱ یک دوتایی پرتوی ایکس است. در مشاهدات بعدی مشخص شد که این سامانه با مدل‌های مورد انتظار فاصله گرفته‌است—جرم سیاهچاله تنها ۲۰ تا ۳۰ جرم خورشیدی است و مواد (از جمله باد ستاره‌ای گرفتارشده) را با نرخی بالاتر از آنچه در نظریه‌ها در نظر گرفته شده‌است، مصرف می‌کند.
تخمین زده شده‌است که ام۱۰۱ دارای حدود ۱۵۰ خوشه ستاره‌ای کروی است که با تعداد خوشه‌های کروی در کهکشان راه شیری برابر است.

## کهکشان‌های همراه
ام۱۰۱، شش کهکشان همراه برجسته دارد: ان‌جی‌سی ۵۲۰۴، ان‌جی‌سی۵۴۷۴، ان‌جی‌سی ۵۴۷۷، ان‌جی‌سی ۵۵۸۵، یوجی‌سی ۸۸۳۷ و یوجی‌سی ۹۴۰۵. محتمل است که نیروهای گرانشی میان ام۱۰۱ و کهکشان‌ها اقماری آن منجر به تولید الگوی طرح کلی آن شده‌باشد. ام۱۰۱ احتمالاً باعث کج شدن دومین کهکشان همراه در این فهرست شده‌است. این فهرست شامل بیشتر یا کل اعضای گروه ام۱۰۱ می‌شود.

## ابرنواخترها و نواختر سرخ درخشان

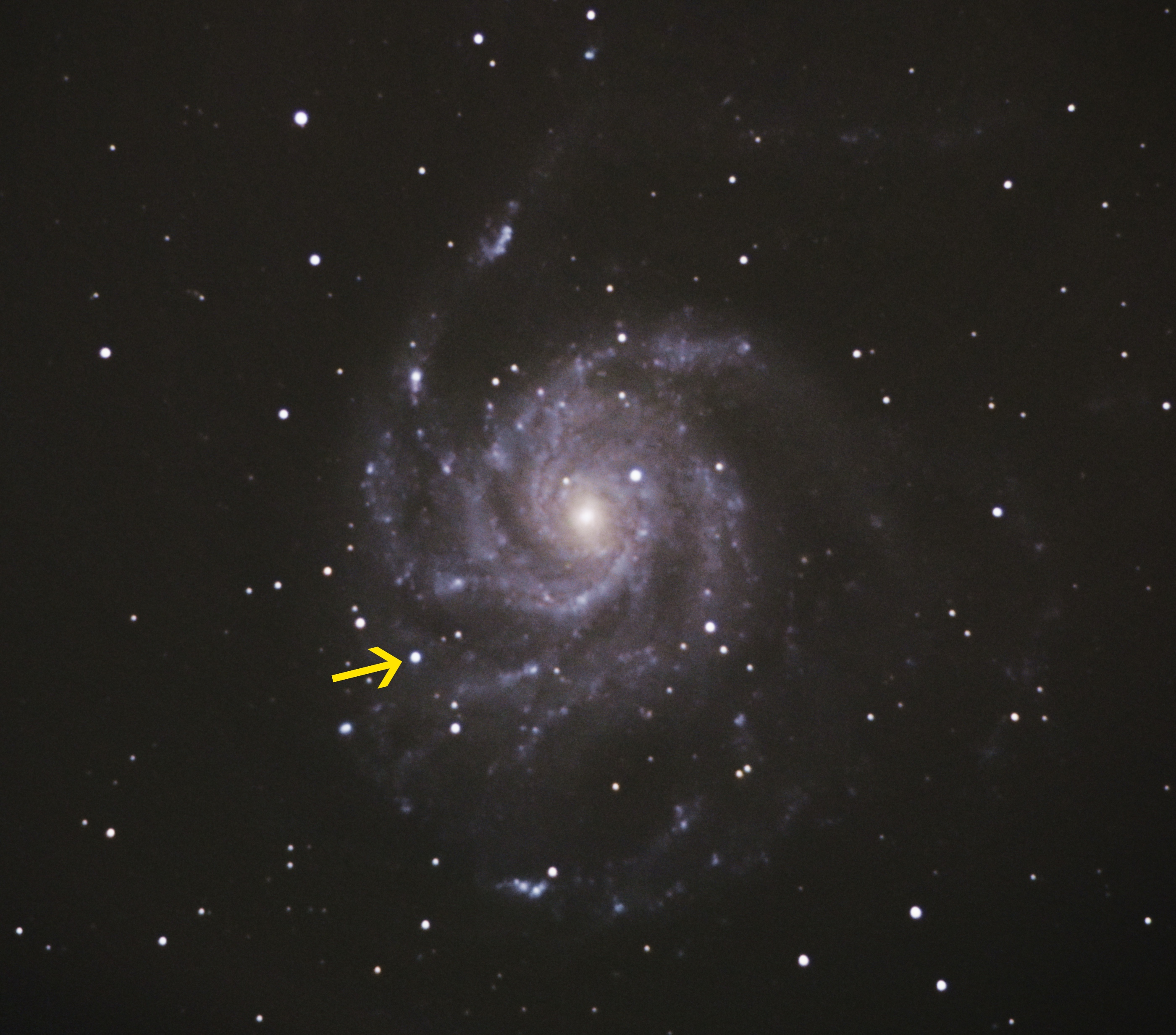
ام۱۰۱ – ابرنواختر نوع یکم ای اس‌ان ۲۰۱۱اف‌ای با فلش مشخص شده‌است

چهار ابرنواختر داخلی در این کهکشان ثب شده‌اند:
- اس‌ان ۱۹۰۹ای، که توسط ماکس ولف در ژانویهٔ ۱۹۰۹ کشف شد و به قدر ۱۲٫۱ رسید.
- اس‌ان ۱۹۵۱اچ که در سپتامبر ۱۹۵۱ به قدر ۱۷٫۵ رسید.
- اس‌ان ۱۹۷۰جی که در ژانویهٔ ۱۹۷۰ به قدر ۱۱٫۵ رسید.[۲۶]
- در ۲۴ اوت ۲۰۱۱، یک ابرنواختر نوع یکم ای با نام اس‌ان ۲۰۱۱اف‌ای، که در ابتدا پی‌تی‌اف ۱۱کلی[پ] نام گرفت، در ام۱۰۱ کشف شد. این ابرنواختر در زمان اکتشاف دارای قدر ظاهری ۱۷٫۲ بود و در بالاترین حد ۹٫۹ نیز رسید.[۲۷][۲۸][۲۹]

در ۱۰ فوریهٔ ۲۰۱۵، یک نواختر سرخ درخشان که با نام ام۱۰۱ اوتی۲۰۱۵–۱ شناخته می‌شود، در کهکشان فرفره کشف شد.